# Archieparchie Winnipeg
Ukrajinská katolická archieparchie winnipegská ((anglicky) Ukrainian Catholic Archeparchy of Winnipeg, (ukrajinsky) Українська Католицька Архиєпархія в Вінніпеґу) je archieparchií Ukrajinské řeckokatolické církve se sídlem ve Winnipegu a katedrálou svatých Vladimíra a Olgy. Jako Apoštolský exarchát Kanady byla tato církevní struktura založena již v roce 1912, v roce 1956 byla povýšena na archieparchii a dostala jméno, které nese dodnes.

## Kanadská církevní provincie
Archieparcha winnipegský je zároveň metropolitou Ukrajinské řeckokatolické církve v Kanadě. Archieparchie má čtyři sufragánní eparchie:
- Eparchie Edmonton
- Eparchie Toronto
- Eparchie Saskatoon
- Eparchie New Westminster

## Stručná historie
V letech 1891 - 1893 začal příliv ukrajinských emigrantů do Kanady, jehož hlavním cílem byl Winnipeg a provincie Manitoba. Už v roce 1896 vznikla ve Winnipegu první řeckokatolická farnost a pak skoro každý rok vznikla nová farnost. V roce 1912 vznikl Apoštolský exarchát Kanady, který byl v roce 1948 byl rozdělen na Apoštolský exarchát střední Kanady, Apoštolský exarchát východní Kanady (dnes Eparchie Toronto a Apoštolský exarchát západní Kanady (dnes Eparchie Edmonton a Eparchie New Westminster. Apoštolský exarchát střední Kanady byl v roce 1951 přejmenován na Apoštolský exarchát Manitoba a byl z něj oddělen Apoštolský exarchát Saskatoon (dnes Eparchie Saskatoon). V roce 1956 byl exarchát Manitoba povýšen na metropolitní archeparchii se současným jménem.